# Rwandese frank
De Rwandese frank is de munteenheid van Rwanda. Eén frank is honderd centime.
De volgende munten worden gebruikt: 1, 5, 10, 20, 50 en 100 frank. Het papiergeld is beschikbaar in 100, 500, 1000, 2000 en 5000 frank.

## Geschiedenis
De frank werd de munteenheid van Rwanda in 1916, toen België de voormalige Duitse kolonie bezette en de Belgische Congolese frank de Duits-Oost-Afrikaanse rupie verving. Rwanda heeft de munteenheid van Belgisch Congo gebruikt tot 1960, toen werd de Rwandese en Burundese frank geïntroduceerd. Rwanda begon in 1964 met het uitgeven van eigen franken.
Er bestaan plannen om een gezamenlijke munteenheid, de nieuwe Oost Afrikaanse shilling, te introduceren samen met de andere vier lidstaten van de Oost-Afrikaanse Gemeenschap. Dit stond gepland voor het einde van 2012, maar in juni 2016 was deze nieuwe munteenheid nog niet geïntroduceerd. 

## Munten
In 1964 werden munten geïntroduceerd van 1, 5 en 10 frank, met de 1 en 10 frank in koper en de 5 frank in brons. In 1969 werden aluminium 1 frank munten geïntroduceerd, in 1970 gevolgd door ½ en 2 frank munten in aluminium. In 1974 werd een verkleinde koper-nikkel munt van 10 frank uitgegeven.
Messing 20 en 50 frank munten werden geïntroduceerd in 1977. Nieuwe series van 1-50 frank munten werden uitgegeven in 2004 (gedateerd 2003) en een nieuwe bimetalen munt van 100 franken werd geïntroduceerd in 2008 (gedateerd 2007).
- 1 frank - 98% aluminium, 2% magnesium
- 5 frank - Brons
- 10 francs - Brons
- 20 francs - Vernikkeld staal
- 50 frank - Vernikkeld staal
- 100 frank - Vernikkelde stalen ring en verkoperd stalen midden

## Biljetten
In 1964 werden voorlopige bankbiljetten gecreëerd van de Rwanda-Burundi-bankbiljetten voor gebruik in Rwanda. Dit werd gedaan door deze biljetten met gebruik van handstempels (20 tot 100 frank) of embossing (500 en 1.000 frank) Rwandees te maken, voorzien van de oorspronkelijke datum en handtekening. Deze werden opgevolgd door reguliere uitgaven voor dezelfde bedragen van 1964 tot 1976.
Biljetten van 20 en 50 frank werden in 1977 vervangen door munten, en biljetten van 5.000 frank werden voor het eerst uitgegeven in 1978. Het eerste biljet van 2.000 frank werd in midden december 2007 geïntroduceerd. In 2008 verving de bank het biljet van 100 frank met een bimetalen munt en werd de status van wettig betaalmiddel van het 100 frank biljet op 31 december 2009 ingetrokken. Op 24 september 2013 heeft de Nationale Bank van Rwanda een opnieuw ontworpen biljet van 500 frank uitgegeven met koeien op de voorkant en studenten met XO computers (van het één laptop per kind project) op de achterkant. In december 2014 heeft de Nationale Bank van Rwanda bankbiljetten van 2.000 en 5.000 frank uitgegeven met herziene beveiligingsfuncties en de Franse beschrijvingen op de bankbiljetten verwijderd. In oktober 2015 heeft de Nationale Bank van Rwanda een herzien biljet van 1.000 frank uitgegeven met verbeterde beveiligingsfuncties en de verwijdering van Franse beschrijvingen op de bankbiljetten.
Op 7 februari 2019 heeft de Nationale Bank van Rwanda aangekondigd dat op 11 februari 2019 nieuwe bankbiljetten van 500 frank en 1.000 frank zullen worden geïntroduceerd. Deze bankbiljetten zullen nieuwe beveiligingsfuncties en een betere kwaliteit hebben om slijtage te verminderen. Het ontwerp van de voorkant van het biljet van 500 frank is volledig nieuw en de algehele kleur is veranderd in bruin om het te helpen onderscheiden van het biljet van 1.000 frank.
| Bankbiljetten van de Rwandese frank (huidige uitgave) | Bankbiljetten van de Rwandese frank (huidige uitgave) | Bankbiljetten van de Rwandese frank (huidige uitgave) | Bankbiljetten van de Rwandese frank (huidige uitgave) | Bankbiljetten van de Rwandese frank (huidige uitgave) |
| Afbeelding                                            | Waarde                                                | Voorkant                                              | Achterkant                                            |                                                       |
| ----------------------------------------------------- | ----------------------------------------------------- | ----------------------------------------------------- | ----------------------------------------------------- | ----------------------------------------------------- |
|                                                       | 500 frank (Amafaranga Magana Atanu)                   | Studenten met XO computers                            | Koeien                                                |                                                       |
|                                                       | 500 frank (Amafaranga Magana Atanu)                   | Studenten met XO computers                            | Nyungwe Boombedekking; Muregeya loopbrug              |                                                       |
|                                                       | 1000 frank (Amafaranga Igihumbi)                      | National Museum van Rwanda, Butare                    | Golden monkey, Volcanoes national park                |                                                       |
|                                                       | 2000 frank (Amafaranga Ibihumbi Bibiri)               | Satellietschotel en een radiotoren                    | Koffie bonen                                          |                                                       |
|                                                       | 5000 frank (Amafaranga Ibihumbi Bitanu)               | Gorilla's in Volcanoes National Park                  | Manden                                                |                                                       |